# Rebeca Espinosa
Rebeca Margoth Espinosa Justavino (* 5. Juli 1992 in David) ist eine panamaische Fußballspielerin.

## Karriere

### Klub
Im Jahr 2021 war sie beim Club Sol de América in Paraguay aktiv. Danach kehrte sie wieder in ihr Heimatland zurück und schloss sich hier Anfang 2022 CD Plaza Amador an. Seit Februar 2023 steht sie nun bei Sporting San Miguelito unter Vertrag.

### Nationalmannschaft
Mit der panamaischen U20 nahm sie im August 2011 an ein paar Spielen der Qualifikation zur CONCACAF-Meisterschaft 2012 teil.
Bei der A-Nationalmannschaft sind dann erste Einsätze von der Qualifikation für den Gold Cup 2018 bekannt. Bei der Endrunde erreichte sie mit ihrem Team dann hier das Halbfinale. Im Playoff um den verbliebenen WM-Startplatz unterlag ihr Team dann jedoch Argentinien. Dafür nahm sie mit ihrem Team im nächsten Jahr an dem Turnier der Panamerikanischen Spiele 2019 teil. Nach weiteren Einsätzen in der Olympia-Quali für die Spiele 2020, folgten ihre nächsten Partien dann bei den Qualifikationsspielen und der Endrunde der CONCACAF W Championship 2022. Diesmal konnte sie sich mit ihrem Team einen Platz bei der WM 2023 über die Playoffs sichern. Auch stand sie so später mit im ersten WM-Kader in der Geschichte ihrer Mannschaft. Dort hatte sie ihr WM-Debüt dann in der letzten Gruppenpartie gegen Frankreich, wo sie für die verletzte Wendy Natis zur 62. Minute eingewechselt wurde.